# Władysław Wojtan

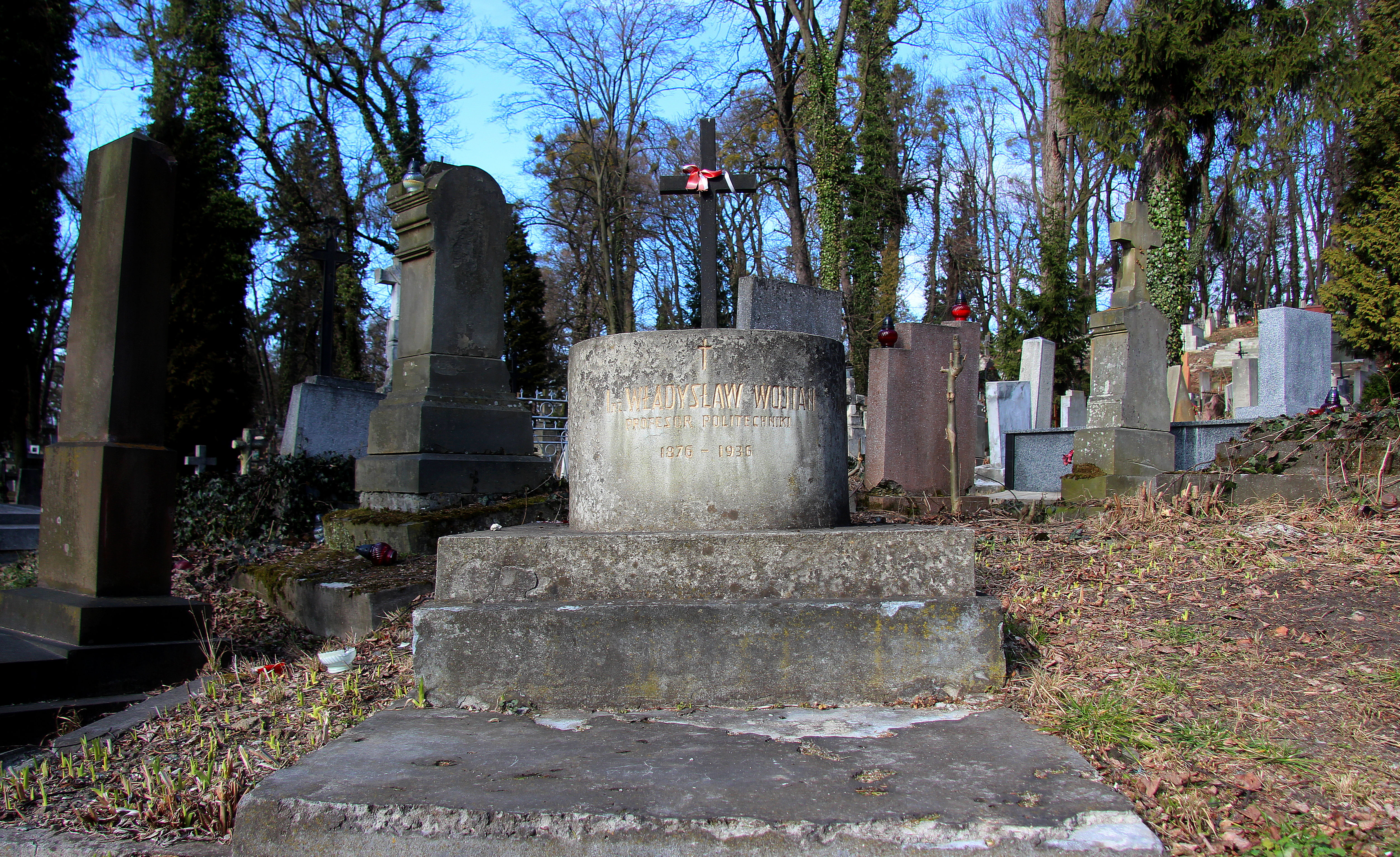
Grobowiec na lwowskim Łyczakowie

Władysław Wojtan (ur. 16 lutego 1876 w Mikuliczynie, powiat nadwórniański, Królestwo Galicji i Lodomerii, zm. 11 lutego 1936 we Lwowie) – inżynier geodeta, mierniczy przysięgły, profesor Wyższej Szkoły Lasowej we Lwowie, profesor zwyczajny katedry miernictwa Politechniki Lwowskiej. Autor Historii i bibliografii słownictwa technicznego polskiego od czasów najdawniejszych do końca 1933 r. (Warszawa-Lwów, 1936) - zestawienia źródeł dokumentujących proces formowania terminologii dyscyplin technicznych i naukowych.

## Życiorys
Ukończył szkołę realną w Stanisławowie, w latach 1893–1898 odbył studia na Wydziale Inżynierii Politechniki Lwowskiej. Jeszcze w czasie studiów został mianowany zastępcą asystenta (od września 1896 do kwietnia 1898), a następnie asystentem przy Katedrze Miernictwa Politechniki. W 1904 awansował na stanowisko adiunkta, na którym pozostał do mianowania w 1909 profesorem miernictwa w Wyższej Szkole Lasowej we Lwowie. Jednocześnie przez dwa lata pracował w Biurze Technicznym profesora Seweryna Widta. W 1903 został docentem w Krajowej Szkole Gospodarstwa Lasowego we Lwowie. W 1919, jako profesor zwyczajny objął Katedrę Miernictwa na Politechnice Lwowskiej, na której pozostał do końca życia. W latach 1923–1924 piastował godność dziekana Wydziału Inżynierii. 19 listopada 1926 roku złożył przysięgę i otrzymał dekret Wojewody upoważniający do wykonywania zawodu mierniczego przysięgłego.
Po wybuchu I wojny światowej został, w 1915, kierownikiem Krajowego Biura Regulacji Miejscowości Zniszczonych w Małopolsce (na którym pozostał do 1920), opracowując plany odbudowania miast i miasteczek. Jako autoryzowany cywilny inżynier wykonał wiele poważnych prac z dziedziny miernictwa. 
W 1900 Władysław Wojtan został Członkiem Polskiego Towarzystwa Politechnicznego (należał do Komisji Słownikowej PTP i opracowywał część geodezyjną pierwszego naukowego polskiego słownika technicznego). 
Prace naukowe Władysława Wojtana dzielą się na dwie grupy: 
- prace i dzieła z dziedziny miernictwa (10 pozycji), wśród których najobszerniejsze "Miernictwo", dzieło obejmujące całość tej nauki, pozostało w rękopisie
- prace z zakresu słownictwa technicznego

Materiały archiwalne Władysława Wojtana znajdują się w PAN Archiwum w Warszawie pod sygnaturą III-118.